# Iberis procumbens
Iberis procumbens är en korsblommig växtart som beskrevs av Johan Martin Christian Lange. Iberis procumbens ingår i släktet iberisar, och familjen korsblommiga växter.

## Underarter
Arten delas in i följande underarter:
- I. p. microcarpa
- I. p. procumbens